# Dryopteris laschii
Dryopteris laschii är en träjonväxtart som beskrevs av E. Walter. Dryopteris laschii ingår i släktet Dryopteris och familjen Dryopteridaceae. Inga underarter finns listade.